# Армения на «Евровидении-2019»
Армения участвовала в «Евровидение-2019», проходившем в Тель-Авиве в 2019 году.

## Внутренний отбор
Представительница Армении на Евровидении 2019 Србук была выбрана с помощью внутренного отбора Первым армянским телеканалом. Армянский вещатель объявил открытый конкурс композиторов. Србук представила Армению на Евровидении 2019 с песней Walking Out.

## Продвижение
Србук совершила промотуры по нескольким странам Европы. 6 апреля она выступила на концерте «Евровидение» в Концертном зале AFAS Live в Амстердаме, организованном Корнальдом Маасом и Марлейном, перед более чем 4500 зрителями. Она также выступила на предварительном вечере Евровидения в Мадриде 20 апреля. Србук выпустила фортепианную обложку «Walking Out» с известным армянским джазовым музыкантом Ваагном Айрапетяном.

## Предыстория
До конкурса 2019 года Армения двенадцать раз приняла участие в песенном конкурсе «Евровидение» с момента своего первого участия в 2006 году. Самым лучшим результатом Армении на конкурсе, на данный момент, является четвёртое место, чего она добилась два раза: в 2008 году с песней «Qélé, Qélé» в исполнении Сирушо и в 2014 с песней «Not Alone» в исполнении Арама mp3. Армения не смогла пройти в финал дважды в 2011 году и 2018 годах. Армения отказалась от участия в конкурсе в 2012 году из-за давних трений с принимающей страной Азербайджаном. В 2016 году Иветы Мукучян с песней «LoveWave» заняла седьмое место в финале. В 2017 году Арцвик с песней «Fly with me» набрала 79 очков и заняла 18 место в финале.
Армянский национальный вещатель, общественное телевидение Армении (AMPTV), транслирует данное мероприятие на территории Армении и организует процесс отбора для выбора представителя на Евровидении. Армения подтвердила свое в песенном конкурсе «Евровидение-2019» октября 2018 года. В прошлом Армения использовала различные методы для выбора представителя такие как прямой телевизионный национальный финал, чтобы выбрать исполнителя, песню или оба для принятия участия на Евровидении . В 2017 AMPTV объявила о запуске нового национального отбора Depi Evratesil (на пути к Евровидению) для выбора артиста, который представит Армению на «Евровидении». В 2018 году был организован национальный отбор Depi Evratesil 2018 для выбора исполнителя и песню для конкурса песни Евровидение 2018.

### На Евровидении
Согласно правилам «Евровидения», все страны, за исключением принимающей страны и «Большой пятерки» (Франция, Германия, Италия, Испания и Великобритания), десять стран проходят в финал из двух полуфиналов, Европейский вещательный союз (EBU) разделил страны на шесть различных корзин, основанных на моделях голосования из предыдущих конкурсов, со странами с благоприятными историями голосования, помещенными в ту же корзину. 28 января 2019 года была проведена жеребьевка распределения на полуфиналы, которая распределяла каждую страну в один из двух полуфиналов, а также в какой половине шоу они выступят. Армения выступила в первой половине второго полуфинала, который состоялся 16 мая 2019 года.
После того, как все песни для конкурса 2019 года были выпущены, порядок выступления в полуфиналах был определён продюсерами шоу. Армения должна была выступить на позиции 1, предшествующей выходу на сцену представителя из Ирландии.
Полуфинал
Армения открыла второй полуфинал, предшествовавший Ирландию. В конце шоу Армения не была объявлена в числе 10 лучших участников второго полуфинала и поэтому не смогла претендовать на участие в финале конкурса. Позже выяснилось, что Армения заняла шестнадцатое место в полуфинале, получив в общей сложности 49 баллов: 23 балла от телевизионного голосования и 26 баллов от жюри.
Голосование
Голосование во время трех шоу включало каждую страну, присуждающую два набора очков от 1-8, 10 и 12: один от их профессионального жюри, а другой от телевизионного голосования. Жюри каждой страны состояло из пяти профессионалов музыкальной индустрии, которые являются гражданами страны, которую они представляют, с их именами, опубликованными перед конкурсом, чтобы обеспечить прозрачность. Жюри оценивало каждую запись по следующим параметрам: вокальные данные; сценическое исполнение; композиция и оригинальность песни; общее впечатление от выступления. Кроме того, ни одному члену Национального жюри не было разрешено иметь какое-либо отношение к любому из конкурирующих актов таким образом, чтобы они не могли голосовать беспристрастно и независимо. Индивидуальные рейтинги каждого члена жюри, а также результаты голосования по телевидению страны будут опубликованы вскоре после большого финала.
Баллы, полученные Арменией
| Баллы, полученные Арменией(Второй полуфинал) |                                                |
| -------------------------------------------- | ---------------------------------------------- |
| Телезрители                                  |                                                |
| 12 баллов                                    | -                                              |
| 10 баллов                                    | Россия                                         |
| 8 баллов                                     | -                                              |
| 7 баллов                                     | -                                              |
| 6 баллов                                     | Северная Македония                             |
| 5 баллов                                     | Нидерланды                                     |
| 4 балла                                      | -                                              |
| 3 балла                                      | -                                              |
| 2 балла                                      | Молдова                                        |
| 1 балл                                       | -                                              |
| Жюри                                         |                                                |
| 12 баллов                                    | -                                              |
| 10 баллов                                    | -                                              |
| 8 баллов                                     | -                                              |
| 7 баллов                                     | -                                              |
| 6 баллов                                     | Мальта,Россия                                  |
| 5 баллов                                     | -                                              |
| 4 балла                                      | Молдова                                        |
| 3 балла                                      | -                                              |
| 2 балла                                      | Ирландия, Латвия,Нидерланды,Северная Македония |
| 1 балл                                       | Австрия, Хорватия                              |

Баллы, данные Арменией
|           | Второй Полуфинал   |                    |
| --------- | ------------------ | ------------------ |
| Баллы     | Телезрители        | Жюри               |
| 12 баллов | Россия             | Швеция             |
| 10 баллов | Нидерланды         | Мальта             |
| 8 баллов  | Швейцария          | Северная Македония |
| 7 баллов  | Мальта             | Россия             |
| 6 баллов  | Северная Македония | Швейцария          |
| 5 баллов  | Норвегия           | Молдова            |
| 4 балла   | Швеция             | Нидерланды         |
| 3 балла   | Молдова            | Латвия             |
| 2 балла   | Хорватия           | Румыния            |
| 1 балл    | Дания              | Норвегия           |

Баллы, данные Арменией
|           | Финал       |                    |
| --------- | ----------- | ------------------ |
| Баллы     | Телезрители | Жюри               |
| 12 баллов | Россия      | Швеция             |
| 10 баллов | Нидерланды  | Северная Македония |
| 8 баллов  | Швейцария   | Италия             |
| 7 баллов  | Италия      | Швейцария          |
| 6 баллов  | Мальта      | Нидерланды         |
| 5 баллов  | Норвегия    | Россия             |
| 4 балла   | Франция     | Мальта             |
| 3 балла   | Исландия    | Чехия              |
| 2 балла   | Швеция      | Великобритания     |
| 1 балл    | Австралия   | Белоруссия         |